# Šácholan velkolistý
Šácholan velkolistý (Magnolia macrophylla) je opadavý strom z čeledi šácholanovitých. Pochází z jihovýchodu Spojených států. Vyznačuje se největšími listy i květy ze všech druhů magnólií. Šácholan velkolistý je v Česku vzácně pěstován jako zajímavá okrasná a sbírková dřevina.

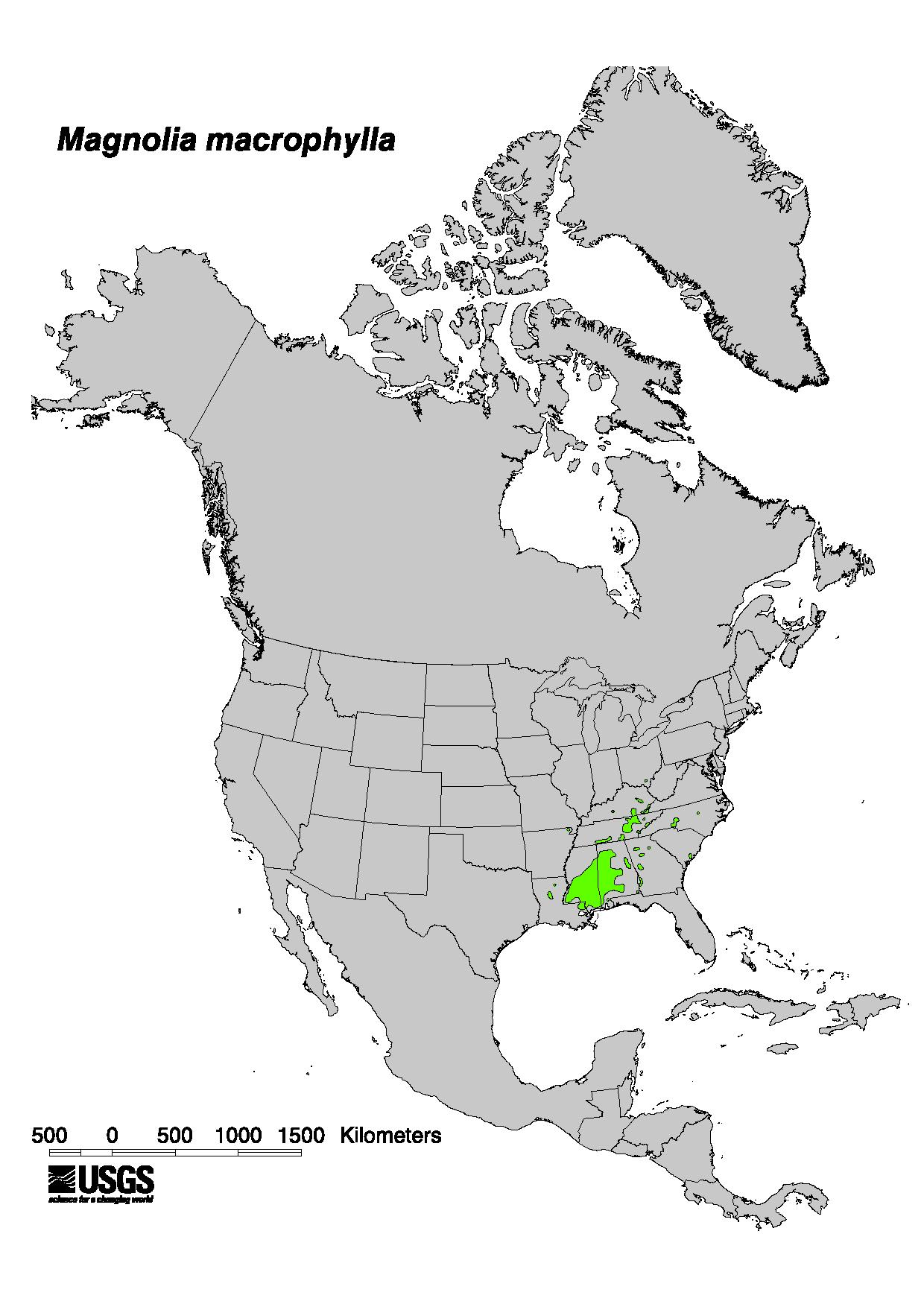
Mapa rozšíření šácholanu velkolistého

## Charakteristika
Šácholan velkolistý je opadavý strom, dorůstající výšky 15, výjimečně až 32 metrů. Borka je hladká, žlutavá až šedá. Větve jsou strnule rostoucí, tlusté. Letorosty a listové pupeny jsou vlnatě chlupaté. Koncové pupeny jsou 35 až 75 mm dlouhé. Listy jsou nahloučené na koncích větví. Palisty jsou 11 až 17 mm dlouhé. Listy jsou široce eliptické až obvejčitě podlouhlé, 50 až 110 cm dlouhé a 15 až 30 cm široké, na bázi uťaté až srdčité či ouškaté, na vrcholu spičaté nebo krátce zašpičatělé či tupé. Listy jsou na líci tmavě zelené a lysé, na rubu bělavé až nasivělé a jemně chlupaté. Řapíky jsou 4 až 10 cm dlouhé. Květy jsou vonné, 35 až 40 cm široké. Okvětí je složeno z 9 plátků. Vnitřní plátky jsou dužnaté, krémově bílé, nejvnitřnější na bázi purpurové, vnější 3 plátky jsou tenké, zelenavé a nazpět otočené, nahrazující kalich. Tyčinky jsou 12 až 25 mm dlouhé, s bílými nitkami. Kvete v červnu a červenci, po olistění. Souplodí jsou růžová, vejcovitá, 5 až 8 cm dlouhá, s krátce zobanitými chlupatými měchýřky. Semena jsou 10 až 12 mm dlouhá, pokrytá červenooranžovým míškem.

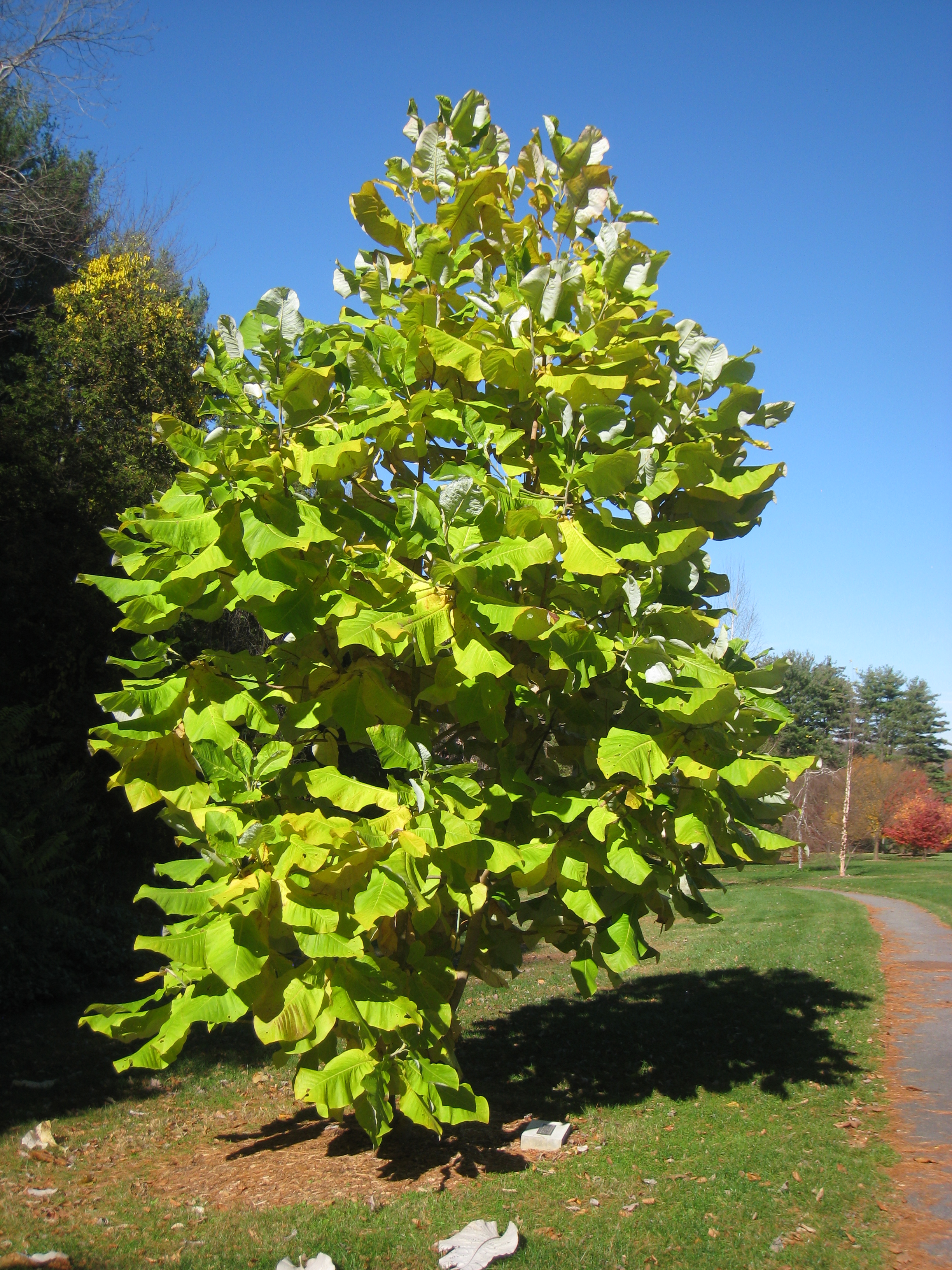
Šácholan velkolistý
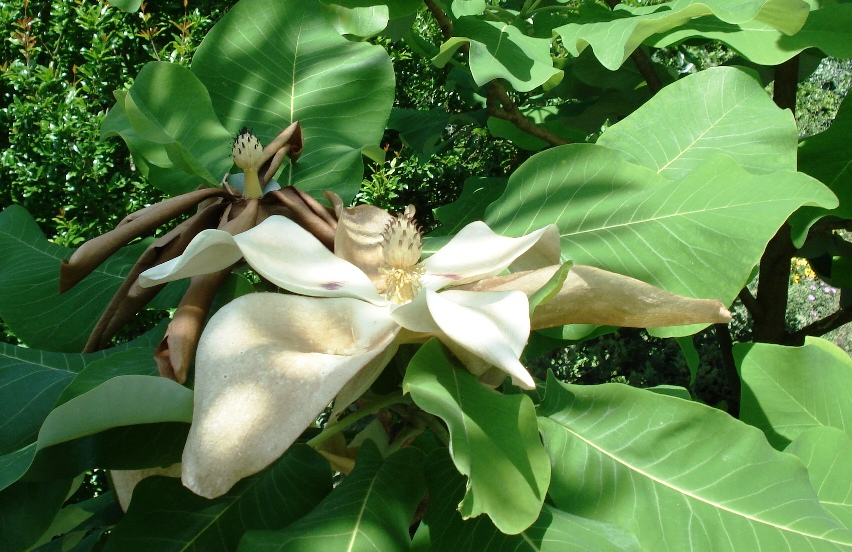
Květ šácholanu velkolistého
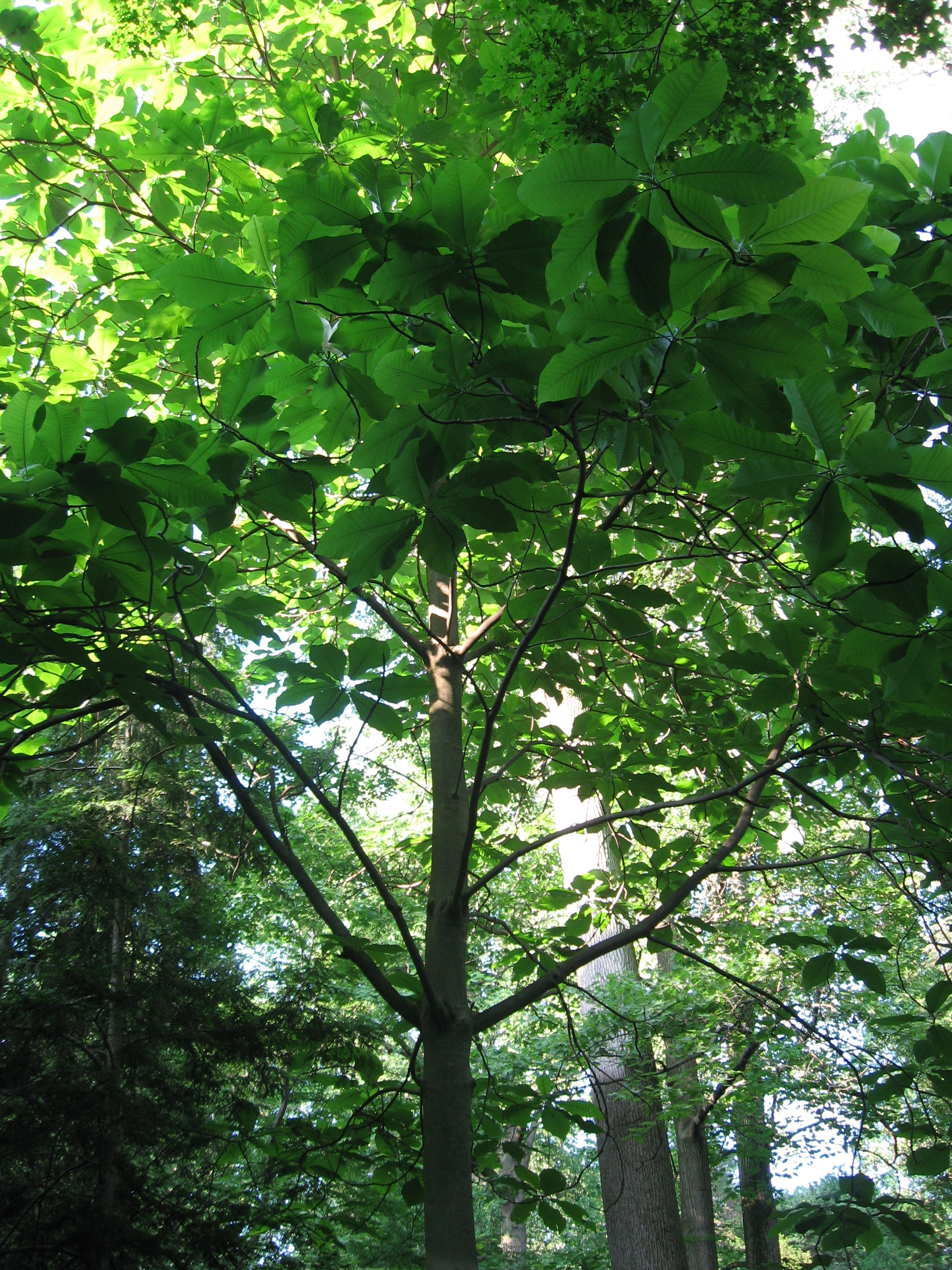
Šácholan velkolistý

## Rozšíření
Šácholan velkolistý se vyskytuje v jihovýchodních oblastech USA. Roste v lužních lesích a chráněných údolích v nadmořských výškách 150 až 300 metrů. Nejhojněji se vyskytuje v některých oblastech Alabamy, Mississippi a Kentucky.

## Taxonomie
Šácholan velkolistý je blízce příbuzný se šácholanem Magnolia ashei, který je někdy pojímán pouze jako poddruh šácholanu velkolistého (Magnolia macrophylla subsp. ashei). Vyskytuje se na Floridě. V nekvetoucím či neplodném stavu jsou tyto dva taxony těžko odlišitelné. Jedním z rozlišovacích znaků je i vůně květů. Další blízce příbuzný druh, Magnolia dealbata, pochází z Mexika a náleží k silně ohroženým druhům.
V současné klasifikaci rodu Magnolia je šácholan velkolistý řazen spolu se šácholanem Magnolia ashei a M. dealbata do podrodu Magnolia a sekce Macrophylla.

## Zajímavosti
Šácholan velkolistý má největší listy a také největší květy ze všech magnólií. Listy dosahují délky až 110 cm, jsou to také nejdelší jednoduché listy ze všech ve střední Evropě volně pěstovatelných dřevin. Podobné je to i s květy, jejichž šířka dosahuje výjimečně až 50 cm.
Největší známý exemplář tohoto druhu roste v Daniel Boone National Forest v Kentucky. Na výšku měří 32 metrů, průměr kmene dosahuje 53 cm.

## Význam
Čerokíjové využívali kůru šácholanu velkolistého jako analgetikum, proti průjmům, na střevní a plicní choroby a při bolestech zubů. V Česku je tento druh šácholanu celkem vzácně pěstován v teplých oblastech. Vyžaduje chráněnou polohu. Je vysazen v Průhonickém parku v části zvané Na Mlynářce a v Pražské botanické zahradě v Tróji.